# Javelina Jundred
La Javelina Jundred est un ultra-trail de 100 milles organisé chaque année en Arizona, aux États-Unis. Il se dispute fin octobre ou début novembre sur un parcours en boucle à effectuer à cinq reprises dont le départ et l'arrivée sont situés à Fort McDowell, dans le comté de Maricopa. La première édition a eu lieu en 2003 et a été remportée par une femme. En 2016, l'événement fait partie pour la première fois des courses dites « Future » de l'Ultra-Trail World Tour, et est intégré au circuit officiel en 2017.

## Palmarès
| Édition | Date              | Hommes | Hommes                       | Hommes           | Femmes | Femmes                        | Femmes           |
| ------- | ----------------- | ------ | ---------------------------- | ---------------- | ------ | ----------------------------- | ---------------- |
|         |                   | Rang   | Athlète                      | Temps            | Rang   | Athlète                       | Temps            |
| 1re     | 8 novembre 2003   | 2e     | Dennis Poolheco              | 18 h 05 min 15 s | 1re    | Stephanie Ehret               | 17 h 38 min 51 s |
| 2e      | 30 octobre 2004   | 1er    | Joseph Kulak                 | 15 h 47 min 53 s | 4e     | Jennifer Hoffman              | 18 h 52 min 32 s |
| 3e      | 15 octobre 2005   | 1er    | Jeff Riley                   | 17 h 10 min 40 s | 4e     | Barbara Elias                 | 22 h 23 min 23 s |
| 4e      | 4 novembre 2006   | 1er    | Karl Meltzer                 | 15 h 25 min 10 s | 4e     | Michelle Barton               | 19 h 42 min 31 s |
| 5e      | 28 octobre 2007   | 1er    | Jorge Pacheco                | 15 h 49 min 03 s | 5e     | Constance Gardner             | 19 h 01 min 55 s |
| 6e      | 15 novembre 2008  | 1er    | Jeff Riley — 2e victoire     | 16 h 48 min 32 s | 4e     | Jamie Donaldson               | 18 h 43 min 57 s |
| 7e      | 31 octobre 2009   | 1er    | Dave James                   | 14 h 20 min 54 s | 5e     | Beverley Anderson-Abbs        | 18 h 48 min 05 s |
| 8e      | 23 octobre 2010   | 1er    | Guillermo Medina             | 16 h 37 min 53 s | 2e     | Jamie Donaldson — 2e victoire | 17 h 11 min 33 s |
| 9e      | 12 novembre 2011  | 1er    | Hal Koerner                  | 13 h 47 min 43 s | 4e     | Elizabeth Howard              | 15 h 46 min 59 s |
| 10e     | 27 octobre 2012   | 1er    | Michael Arnstein             | 14 h 38 min 26 s | 9e     | Katelyne Fischbeck            | 19 h 59 min 45 s |
| 11e     | 26 octobre 2013   | 1er    | Hal Koerner — 2e victoire    | 14 h 56 min 53 s | 6e     | Rhonda Claridge               | 18 h 34 min 00 s |
| 12e     | 1er novembre 2014 | 1er    | Catlow Shipek                | 14 h 51 min 33 s | 3e     | Kaci Lickteig                 | 15 h 40 min 55 s |
| 13e     | 31 octobre 2015   | 1er    | Paul Giblin                  | 13 h 49 min 17 s | 2e     | Devon Yanko                   | 14 h 52 min 06 s |
| 14e     | 29 octobre 2016   | 1er    | Zach Bitter                  | 13 h 30 min 28 s | 23e    | Dana Anderson                 | 21 h 03 min 13 s |
| 15e     | 28 octobre 2017   | 1er    | Patrick Reagan               | 13 h 01 min 14 s | 6e     | Larisa Dannis                 | 16 h 32 min 17 s |
| 16e     | 27 octobre 2018   | 1er    | Patrick Reagan — 2e victoire | 13 h 42 min 59 s | 13e    | Darcy Piceu Africa            | 18 h 49 min 06 s |
| 17e     | 26 octobre 2019   | 1er    | Patrick Reagan — 3e victoire | 13 h 11 min 48 s | 4e     | Kaci Lickteig — 2e victoire   | 15 h 32 min 31 s |
| 18e     | 31 octobre 2020   | 1er    | Tim Tollefson                | 13 h 28 min 04 s | 3e     | Nicole Bitter                 | 15 h 17 min 47 s |
| 19e     | 30 octobre 2021   | 1er    | Arlen Glick                  | 13 h 14 min 51 s | 4e     | Camille Herron                | 14 h 03 min 23 s |
| 20e     | 29 octobre 2022   | 1er    | Dakota Jones                 | 12 h 58 min 02 s | 6e     | Devon Yanko — 2e victoire     | 14 h 36 min 10 s |